# دریان‌نو
محله دریان نو در استان تهران و در محدودهٔ مرکزی شهر تهران واقع شده‌است. این محله در منطقه ۲ شهر تهران قرار گرفته‌است و از شمال با خیابان تهران ویلا، از شرق با خیابان ستارخان، خیابان سروش و خیابان نیایش، از جنوب با خیابان زنجان شمالی و بزرگراه یادگار امام و از غرب با خیابان اکبری، حداد، ترقی و میدان سلمان هراتی محدود شده‌است و با محله‌های صادقیه، ستارخان، شادمهر، شهرآرا، تهران ویلا مجاورت دارد. این محله در محدودهٔ طرح ترافیک و زوج و فرد نیست و از اماکن مهم این محله می‌توان به بوستان بازیافت، رستوران برادران یزدی، بوستان دوستان، بوستان چمن، بوستان یاسمن، بوستان ارکیده، بوستان ارکیده یکم، بوستان سادات، پارک و رستوران بال اشاره کرد. بافت اجتماعی منطقه به‌دلیل موقعیت مکانی و قیمتی، از قشر متوسط به بالا تشکیل شده‌است. بافت مسکونی منطقه با وجود خانه‌های قدیمی اما از بافت شهری و استاندارد پیروی می‌کند و پتانسیل رشد و توسعه بیشتر را نیز داراست. این منطقه به چندین ایستگاه مترو ازجمله ایستگاه مترو شریف و طرشت دسترسی دارد.

## تاریخچه
بنیان گذاری این محله به فردی به نام حاج مهدی ابراهیمی دریانی که از اهالی شهر دریان واقع در آذربایجان شرقی می باشد. این فرد به منظور آبادانی و گسترش تهران اقدام به ساخت و بنیان گذاری این محل در زمانی که در این محله زندگی می کرد. به مرور زمان این محله به نام «دریان نو» شناخته شده است.
به گفته اهالی قدیمی محله سال ۱۳۳۰ میدان دریان نو وجود نداشت و میدان و اطرافش بیابانی بود که در شرق محله طرشت قرار داشت  تا اینکه از سال ۱۳۳۵ اولین نشانه‌های سکونت در این حوالی شکل گرفت.
سید مهدی دریانی حدود سال ۱۳۳۵ به همراه عده ای از همشهری‌های خود، بنام های حاج حسین دریانی، حاج قاسم دریانی، حاج علی قلی دریانی و... تصمیم می‌گیرند در زمین‌های بکر طرشت که هنوز جزو شهر نشده بودند؛ ساختمان سازی را شروع کنند. به گفته یکی از فرزندان حاج حسین دریانی، (از شرکای حاج مهدی) همان سال‌ها سید مهدی دریانی حدود یک میلیون متر مربع از زمین های طرشت را خریداری می‌کند و اولین شرکت ساختمانی در تهران، بنام شهرآرا را همراه شرکایش و با ۲۲ بلوک ساختمانی می سازد. همچنین  در قسمت جنوبی محله شهر آرا، محله‌ای خصوصی برای سکونت دریانی‌ها می سازد. سید مهدی دریانی نام این محله خصوصی را دریان نو به معنای دریانی دیگر می گذارد که میدان دریان نو در ابتدای آن واقع شده است. البته ساخت میدان دریان نو حدود دو سال طول می‌کشد.

## اماکن مهم
- شهرداری منطقه ۲
- اداره راهنمایی و رانندگی غرب
- سازمان آب و فاضلاب
- اداره بنیاد جانبازان منطقه ۲
- شرکت ملی گاز ایران
- ناحیه انتظامی غرب تهران
- پاسگاه راهنمایی منطقه ۱۳
- مرکز تلفن شهید چمران
- مجتمع مخابراتی شهید یگانه
- حوزه انتظامی ۱۸
- بازار میوه و تره بار طرشت